# 履約保證
履約保證（英語：Escrow）指一種代管契約，由買賣雙方的第三方保管某特定文件、契約、金錢、證券或其他財產，當特定條件成就或法律事件發生時，該第三人即將其保管物交給特定之人，付款取決於交易方同意的條件，或由經紀人建立的賬戶，代表經紀人的委託人或其他人持有資金，直到交易完成或終止。

## 例子
買賣房產以銀行做為履行契約的保障第三方，買方陸續付出的買屋價金，都會先保留在第三方「履約專戶」中。等所有買賣手續全部完成、房屋過戶到手後，價金才會提出撥給賣方。如此，可防止遭受詐騙，甚至如賣方房屋延遲交屋、查封、違約等狀況，買方價金就會被凍結在中間人的帳戶，不至被賣方取走而不負責任。
透過網路交易的电子商务，交易金額也常透過第三方存取金額。

## 外部連結
- 如何確保契約債權及訂定履約保證條款？ （页面存档备份，存于）
- 履約保證 （页面存档备份，存于）